# رئیس مجلس لبنان
رئیس مجلس لبنان (به عربی: رئيس مجلس النواب اللبناني)، به وسیلهٔ رأی مستقیم نمایندگان مجلس نمایندگان لبنان برای یک دوره چهار ساله برگزیده می‌شود و با توجه به قانون اساسی لبنان رئیس مجلس باید یک مسلمان شیعه باشد.